# الهروج (ذمار)
الهروج هي إحدى قرى الجمهورية اليمنية. تتبع جغرافيا لمحافظة ذمار وإداريًا لمديرية ميفعة عنس. يبلغ تعداد سكانها 1877 نسمة حسب الإحصاء الذي أجري عام 2004.